# Skrīveri
Skrīveri – wieś na Łotwie, w novadsie Aizkraukle, w latach 2009–2021 stolica novadsu Skrīveri, zamieszkana przez 2487 osób (2007).